# 坂本源兵衛
坂本 源兵衛（さかもと げんべえ、1805年〈文化2年〉- 1864年〈元治元年〉）は、幕末の日本の陶工。砥部焼の窯の一つを創業した。

## 来歴
嘉永5年（1852年または1853年）、源兵衛は組頭をしていた伊予国浮穴郡七折村（現・愛媛県伊予郡砥部町）で窯を開く。これが坂本窯であり、当初は佐川友助の佐川窯とは別であった。
七折にある坂本源兵衛の墓碑には、「川井上杉家出継七折大成家於北谷坂之元創陶器製造號坂本」とあり、源兵衛は七折の大成家に養子に入り北谷の坂之元という所に窯を築き、屋号を坂本屋と付けた。

## 坂本窯の発展
元治元年（1864年）に源兵衛が病没すると、窯は一時休止した。その後、養子の源吾が跡を継ぎ、坂本窯を発展させた。明治に入ると窯を増設し、技術改良に努めるとともに腕の良い職人を集めた。明治10年代から明治20年代にかけては京都風の綿手製品なども製出して評判をとった。源吾は西洋産コバルトを絵付に利用して低コストで技術を高める方策に明治8年（1875年）ごろから取り組んだ。
源吾は松前商人とのつながりを強め、明治中期に貿易が開始されると神戸に支店を出して外国商館との交渉に当たった。さらに、神戸の支店長に長男源吉が、窯の工場長には三男の守吉があたり、燃料の松山、原料の陶石山を買い漁るなど、一時は相当大きく事業を拡張していった。また源吾は善通寺や松山市3番町にも支店を出したとの記録もある。
一時は砥部焼でも有数の規模を誇り、明治27年（1894年）発行の「伊予郡、下浮穴郡繁栄鑑」と題した長者番付の中に坂本源吾の名前がみえ、かなりの資産家であったことが窺える。
しかし、明治43年（1910年）に長男源吉が朝鮮で殺害され、源吾は息子を失ったショックや砥部焼の不況期がかさなり、大正元年（1912年）に窯を閉ざし、坂本窯は70年の歴史に幕を下ろした。

## 歴代
- 初代：坂本源兵衛(1851年－1864年)[2]

- 二代：入河屋佐七(1865年－1868年)[2]
- 三代：坂本源吾(1868年－1912年)[2]